# House show
Un house show (conocido en español como evento en vivo o show en vivo) es un evento de lucha libre profesional producido por una importante promoción que no se televisa, aunque puede grabarse. Las promotoras utilizan los house shows principalmente para aprovechar la visibilidad que ellas y sus luchadores reciben durante los eventos televisados, así como para evaluar las reacciones a los combates, luchadores y personajes que se consideran para la programación principal y los próximos PPV. Como los house shows no se televisan, todas las luchas son técnicamente dark matches, aunque ese término suele reservarse para luchas no televisados en eventos que sí lo son.
Los house shows también suelen estar programados para que los luchadores face («técnicos») ganen la mayoría de los combates, principalmente para alegrar al público. Si un heel («rudo») defiende un título, el face puede ganar por descalificación, impidiendo que el título cambie de manos.

## Producción
Dado que los house shows no se televisan, las promotoras no suelen implementar la misma configuración de puesta en escena ni pirotecnia que sus contrapartes televisivas. Anteriormente, un house show de WWE consistía principalmente en un ring, iluminación básica y público. A finales de 2011, dicha promoción invirtió 1,5 millones de dólares en mejoras de producción, que incluyeron tres escenarios de entrada con iluminación LED (uno para Raw y otro para SmackDown, y uno de respaldo) con rampa y pantalla de video, y el aprovechamiento del equipo audiovisual existente en los recintos para multimedia, como las entradas. A partir de 2021, se introdujo un nuevo escenario que se asemeja más a los escenarios utilizados por los eventos televisados de la época.
Con la llegada de WWE Network, WWE ha televisado partes de lo que de otro modo serían house shows como especiales de una hora en el servicio, como Starrcade, un evento que comparte el nombre con el principal PPV de la ahora extinta WCW, y The Shield's Final Chapter, un especial que presentó la última aparición de Dean Ambrose (también conocido como Jon Moxley) con sus compañeros de The Shield antes de su salida de la promoción. Después de WrestleMania 38 en abril de 2022, se comenzó a denominar los house shows de los fines de semana como Saturday Night's Main Event (reviviendo la marca de una antigua serie de televisión de WWE) y Sunday Night Stunner.
A partir de marzo de 2023, All Elite Wrestling lanzó una serie de espectáculos en casa bajo la marca House Rules.

## Uso como metáfora
El término se ha utilizado para describir de forma peyorativa los PLE de WWE destinados principalmente a mercados específicos, incluidos los PPV exclusivos del Reino Unido como Insurrextion y Rebellion, y los eventos realizados en Arabia Saudita. En una entrevista de 2019, el luchador profesional Shawn Michaels defendió su regreso único en el PPV Crown Jewel en octubre de 2018 a pesar de haberse retirado tiempo atrás, describiendo el evento como un «house show glorificado» que no era tan importante como WrestleMania o «regresar como Heartbreak Kid (su personaje)».